# Amélie af Leuchtenberg
Amélie af Leuchtenberg (portugisisk: Amélia de Leuchtenberg; 31. juli 1812 – 26. januar 1873) var en fransk-tysk prinsesse, der var kejserinde af Brasilien fra 1829 til 1831 som ægtefælle til kejser Pedro 1. af Brasilien.

## Biografi
Amélie blev født den 31. juli 1812 i Milano som datter af Napoleons adoptivsøn Eugène de Beauharnais, der under Napoleonskrigene var vicekonge af Kongeriget Italien, og dennes hustru Augusta af Bayern. Hun blev gift den 2. august 1829 ved en prokurationsvielse med kejser Pedro 1. af Brasilien. Amélie ankom først til Brasilien den 15. oktober og først da mødtes parret. De fik en datter:
1. Maria Amélia af Brasilien (1831-1853)

Amélie blev enke allerede i 1834. Hun døde som 60-årig den 26. januar 1873 i Lissabon.